# Caylen Croft
Kris Pavone, mieux connu sous le nom de Caylen Croft, né le 2 mai 1980 à Youngstown, dans l'Ohio, est un ancien catcheur (lutteur professionnel) américain. Il est principalement connu pour avoir travaillé à la World Wrestling Entertainment.

## Carrière

### World Wreslting Entertainment (2003-2010 )

#### Florida Championship Wrestling (2008 - 2009)
Il signe un nouveau contrat avec la WWE et il est envoyé à la FCW sous le nom de Caylen Croft. Il forme une équipe avec Trent Barreta appelés The Dudebusters et remporte le FCW Florida Tag Team Championship dans un Handicap Match des mains de Tyler Reks. Ils perdront le titre face à Justin Angel et Kris Logan.
Le 19 novembre, il fait équipe avec Curt Hawkins, et ils battent The Rotundo Brothers. Il redevient alors champion par équipe avec Hawkins, mais aussi avec Trent Barreta. Il perd le FCW Florida Tag Team Champion contre Brett DiBiase et Joe Hennig le 14 janvier 2010.

#### ECW (2009-2010)
Il fait ses débuts à la ECW en tant que heel.

#### SmackDown et Départ (2010)
Après la fermeture de la ECW, il est transféré à SmackDown. Il fait ses débuts à SmackDown le 19 février, il perd avec Trent Barreta contre Cryme Tyme.
Il est viré de la WWE le 19 novembre 2010.

## Palmarès
- Florida Championship Wrestling
  - 2 fois FCW Florida Tag Team Champion avec Trent Barreta (1) et avec Trent Barreta et Curt Hawkins (1)

- Ohio Valley Wrestling
  - 1 fois OVW Heavyweight Champion
  - 4 fois OVW Southern Tag Team Champion avec Tank Toland (1) et The Miz (1)

## Vie personnelle
Pavone a grandi à Youngstown, Ohio. Il a été influencé par Bret Hart et Shawn Michaels. Pavone assisté à Youngstown State Université a obtenu un baccalauréat en arts. Après avoir quitté la WWE, Pavone est devenu professeur d'art dans une école primaire dans le comté de Hillsborough District School en Floride.